# Seznam hor a kopců v okrese Plzeň-město
Abecední seznam pojmenovaných vrcholů (hor a kopců) v okrese Plzeň-město.
Na území okresu zasahují dva geomorfologické celky:
- Švihovská vrchovina (Radyňská pahorkatina, Rokycanská pahorkatina)
- Plaská pahorkatina (Kaznějovská pahorkatina, Kralovická pahorkatina, Plzeňská kotlina).

| Vrchol                    | Nadmořská výška (m) | Souřadnice                       | Podcelek                | Poloha                             | Ref.  |
| ------------------------- | ------------------- | -------------------------------- | ----------------------- | ---------------------------------- | ----- |
| Černá myť                 | 419,4               | 49°46′8″ s. š., 13°28′11″ v. d.  | Kralovická pahorkatina  | severovýchodně od Červeného Hrádku | [ 1 ] |
| Dubová hora               | 408,0               | 49°41′28″ s. š., 13°20′23″ v. d. | Radyňská pahorkatina    | jihozápadně od Litic               |       |
| Farská hora               | 363,9               | 49°41′6″ s. š., 13°19′45″ v. d.  | Radyňská pahorkatina    | jihovýchodně od Lhoty              |       |
| Farská skála              | 537,4               | 49°38′44″ s. š., 13°27′41″ v. d. | Radyňská pahorkatina    | západně od Chválenic               |       |
| Háje                      | 435,6               | 49°43′11″ s. š., 13°26′27″ v. d. | Rokycanská pahorkatina  | severovýchodně od Koterova         |       |
| Holý vrch                 | 372,1               | 49°46′18″ s. š., 13°26′49″ v. d. | Kralovická pahorkatina  | východně od Bukovce                |       |
| Holý vrch                 | 441,1               | 49°44′54″ s. š., 13°27′49″ v. d. | Rokycanská pahorkatina  | jižně od Červeného Hrádku          |       |
| Homolka                   | 373,4               | 49°42′29″ s. š., 13°23′2″ v. d.  | Radyňská pahorkatina    | západně od Hradiště                |       |
| Hradiště                  | 430,2               | 49°45′40″ s. š., 13°30′49″ v. d. | Rokycanská pahorkatina  | severozápadně od Klabavy           |       |
| Hůrka                     | 378,6               | 49°42′21″ s. š., 13°21′28″ v. d. | Radyňská pahorkatina    | severně od Litic                   |       |
| Hůrka                     | 431,4               | 49°42′21″ s. š., 13°29′ v. d.    | Rokycanská pahorkatina  | severovýchodně od Starého Plzence  |       |
| Chlum                     | 413,6               | 49°46′57″ s. š., 13°28′45″ v. d. | Kralovická pahorkatina  | severozápadně od Dýšiny            |       |
| Chlum                     | 416,2               | 49°46′3″ s. š., 13°25′48″ v. d.  | Rokycanská pahorkatina  | jihozápadně od Bukovce             |       |
| Chlum                     | 365,1               | 49°42′43″ s. š., 13°21′34″ v. d. | Radyňská pahorkatina    | severně od Litic                   |       |
| Kaliště                   | 387,4               | 49°45′59″ s. š., 13°20′13″ v. d. | Kaznějovská pahorkatina | východně od Radčic                 |       |
| Kotlík                    | 392,2               | 49°41′26″ s. š., 13°21′38″ v. d. | Radyňská pahorkatina    | jihovýchodně od Litic              |       |
| Kordán                    | 428,6               | 49°38′35″ s. š., 13°25′52″ v. d. | Radyňská pahorkatina    | jižně od Štěnovického Borku        |       |
| Maršál                    | 562,0               | 49°41′27″ s. š., 13°32′19″ v. d. | Radyňská pahorkatina    | jihovýchodně od Lhůty              |       |
| Mikulka                   | 378,2               | 49°45′58″ s. š., 13°23′2″ v. d.  | Kaznějovská pahorkatina | v Plzni                            |       |
| Na Brdku                  | 392,9               | 49°41′37″ s. š., 13°24′55″ v. d. | Radyňská pahorkatina    | na jihozápadním okraji Černic      |       |
| Na Kocandě                | 459,0               | 49°42′46″ s. š., 13°28′22″ v. d. | Rokycanská pahorkatina  | severně od Starého Plzence         |       |
| Na Pohodnici              | 498,6               | 49°44′30″ s. š., 13°29′26″ v. d. | Rokycanská pahorkatina  | jižně od Kyšic                     |       |
| Na Skalkách (Na Škalkách) | 504,7               | 49°39′32″ s. š., 13°28′8″ v. d.  | Radyňská pahorkatina    | severozápadně od Nezbavětic        |       |
| Ostrá hůrka               | 397,4               | 49°41′56″ s. š., 13°26′25″ v. d. | Radyňská pahorkatina    | východně od Černic                 |       |
| Ostrý kámen               | 473,8               | 49°46′23″ s. š., 13°31′49″ v. d. | Rokycanská pahorkatina  | severně od Klabavy                 |       |
| Radyně                    | 567                 | 49°40′52″ s. š., 13°27′53″ v. d. | Radyňská pahorkatina    | jjv. od Starého Plzence            | [ 2 ] |
| Sedlecká skála            | 466                 | 49°41′28″ s. š., 13°30′23″ v. d. | Rokycanská pahorkatina  | jihovýchodně od Sedlce             | [ 2 ] |
| Skalice                   | 461,1               | 49°42′53″ s. š., 13°31′9″ v. d.  | Rokycanská pahorkatina  | na jihovýchodním okraji Tymákova   |       |
| Spálený vrch              | 435,5               | 49°42′22″ s. š., 13°31′11″ v. d. | Radyňská pahorkatina    | jižně od Tymákova                  |       |
| Stradiště                 | 488,8               | 49°43′12″ s. š., 13°29′11″ v. d. | Rokycanská pahorkatina  | západně od Tymákova                |       |
| Sylvánský vrch            | 414,5               | 49°46′8″ s. š., 13°20′37″ v. d.  | Kaznějovská pahorkatina | východně od Radčic                 |       |
| Švábiny                   | 410,4               | 49°44′39″ s. š., 13°25′58″ v. d. | Rokycanská pahorkatina  | východní okraj Plzně               |       |
| Val                       | 434,8               | 49°41′3″ s. š., 13°24′45″ v. d.  | Radyňská pahorkatina    | severovýchodně od Štěnovic         |       |
| Velká Homolka             | 371,1               | 49°43′25″ s. š., 13°23′53″ v. d. | Plzeňská kotlina        | u náměstí Milady Horákové v Plzni  |       |
| Vinařovic vršek (Kolíbka) | 472,6               | 49°39′53″ s. š., 13°27′14″ v. d. | Radyňská pahorkatina    | jihovýchodně od Losiné             | [ 2 ] |
| Za Lesem                  | 490,2               | 49°40′11″ s. š., 13°28′10″ v. d. | Radyňská pahorkatina    | východně od Losiné                 |       |